# Òpera de Breslau
L'Òpera de Breslau (en polonès⁣: Opera Wrocławska) és una companyia d'òpera i un teatre d'òpera al nucli antic de Breslau, Polònia. El teatre d'òpera es va obrir el 1841 i fins al 1945 va rebre el nom del nom alemany de la ciutat, Oper Breslau.

## Història

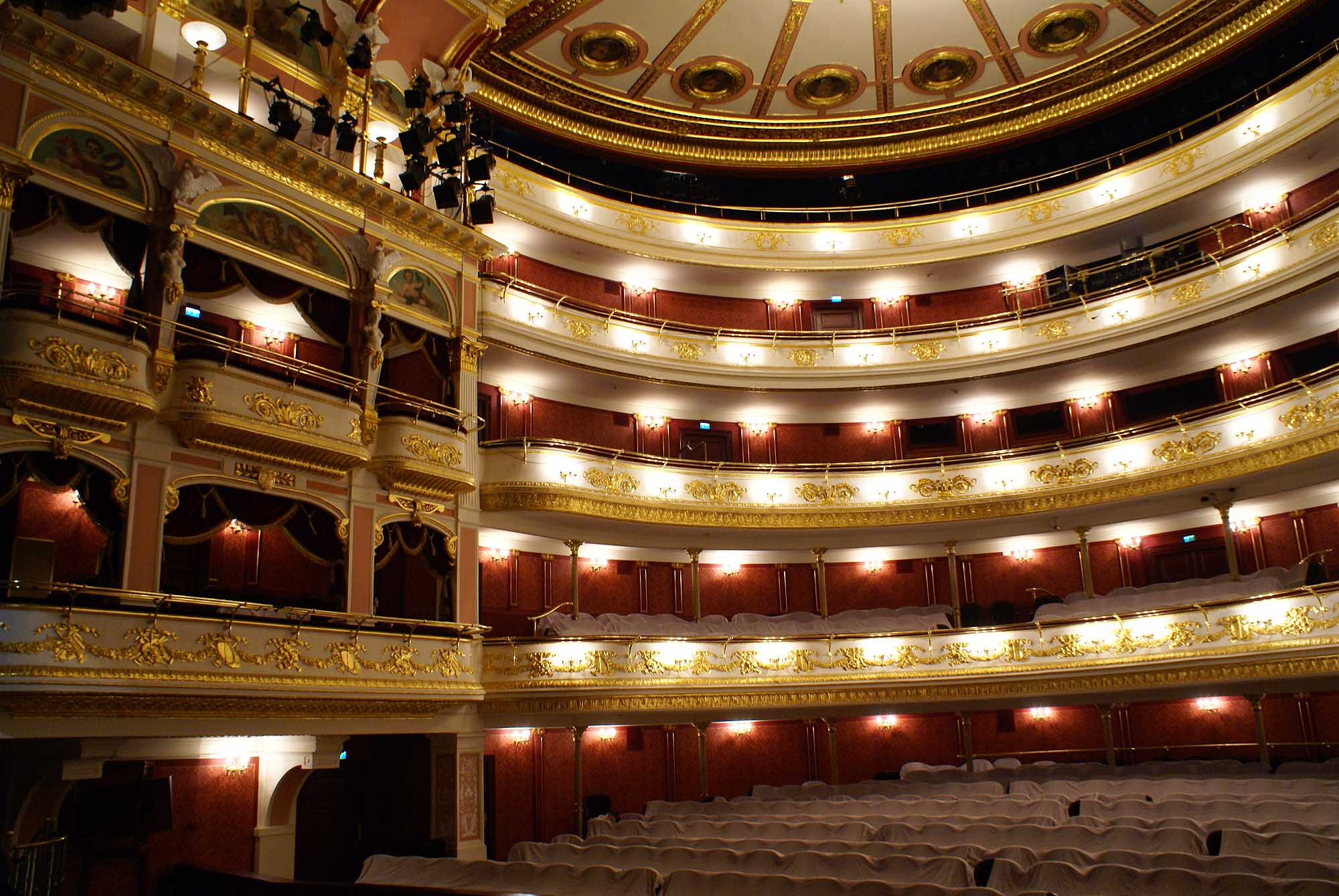
Interior de l'Òpera

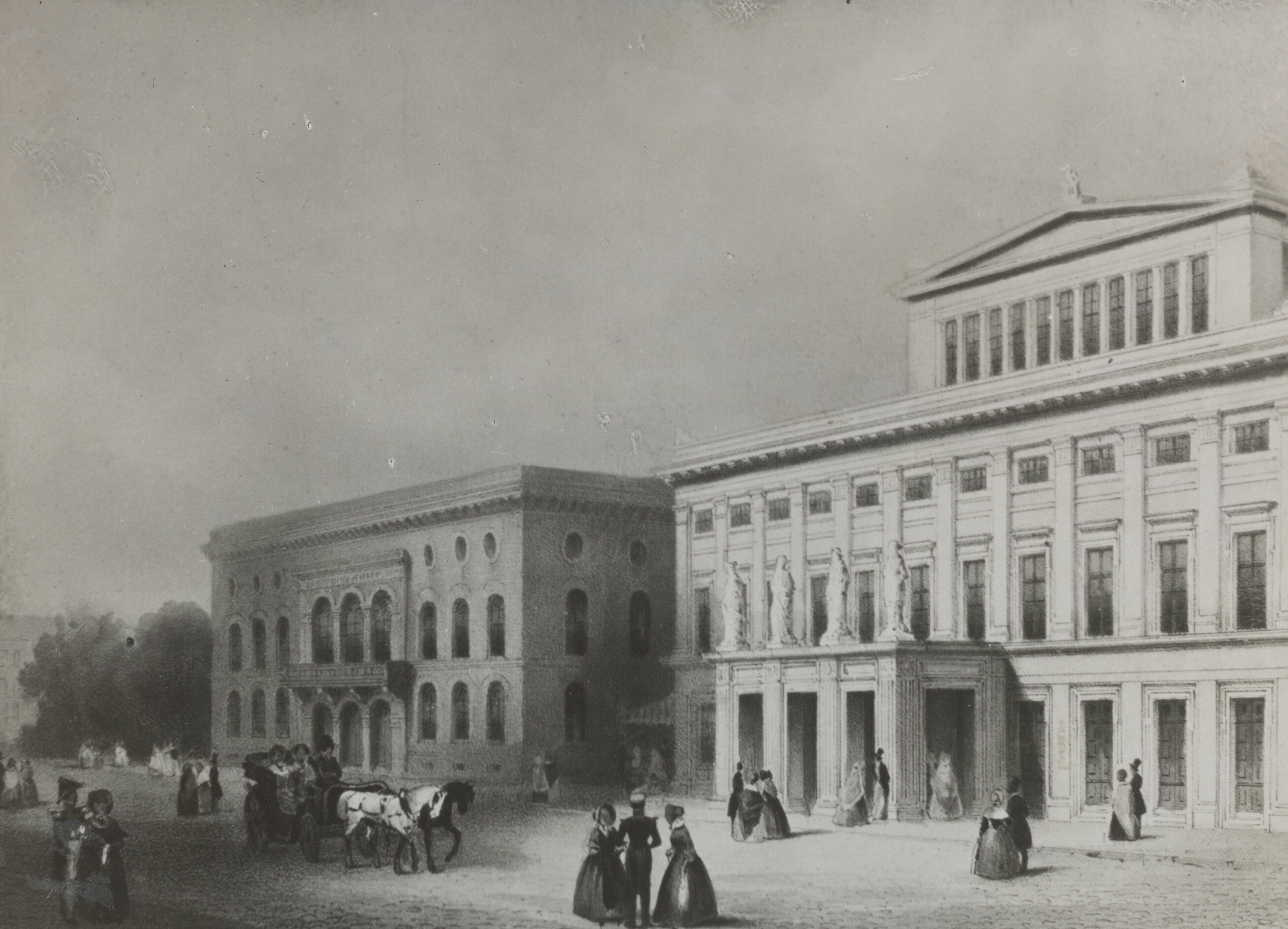
Imatge històrica de 1910

L'any 1725 Antonio Maria Peruzzi va establir una companyia d'òpera italiana a Breslau, arran d'una separació amb Antonio Denzio amb qui havia col·laborat a la companyia Peruzzi-Denzio al teatre Sporck de Praga. El Teatre de les cendres fredes va ser inaugurat el 1755 per Franz von Schuch (1716–1764) i va representar òperes fins a la seva mort el 1764. El seu fill, Schuch el jove, va portar les primeres òperes de Johann Adam Hiller al teatre de Theodor Lobe a Breslau el 1770. El seu successor Johann Christian Wäser en va introduir més, incloses les traduccions locals singspiel d'obres de Pierre-Alexandre Monsigny. El 1804 l'abat Vogler va convidar Carl Maria von Weber a dirigir l'Òpera de Breslau quan només tenia 18 anys L'òpera va ser construïda el 1841 segons els dissenys de Carl Gotthard Langhans, supervisat pel seu fill Carl Ferdinand. Va ser remodelat dues vegades després dels incendis de 1865 per Carl Johann Lüdecke i el 1871 de Karl Schmidt. Després del primer incendi, Theodor Lobe el 1867 va convidar el jove director d'orquestra Ernst Schuch (1846–1914) a començar la seva carrera al teatre.
Després de la Primera Guerra Mundial, les produccions notables durant els anys d'entreguerres inclouen Die glückliche Hand (1928) de Schönberg. Els directors musicals d'aquest període van incloure Franz von Hoesslin que es va veure obligat a abandonar la ciutat, i Alemanya, el 1928.

## Període polonès

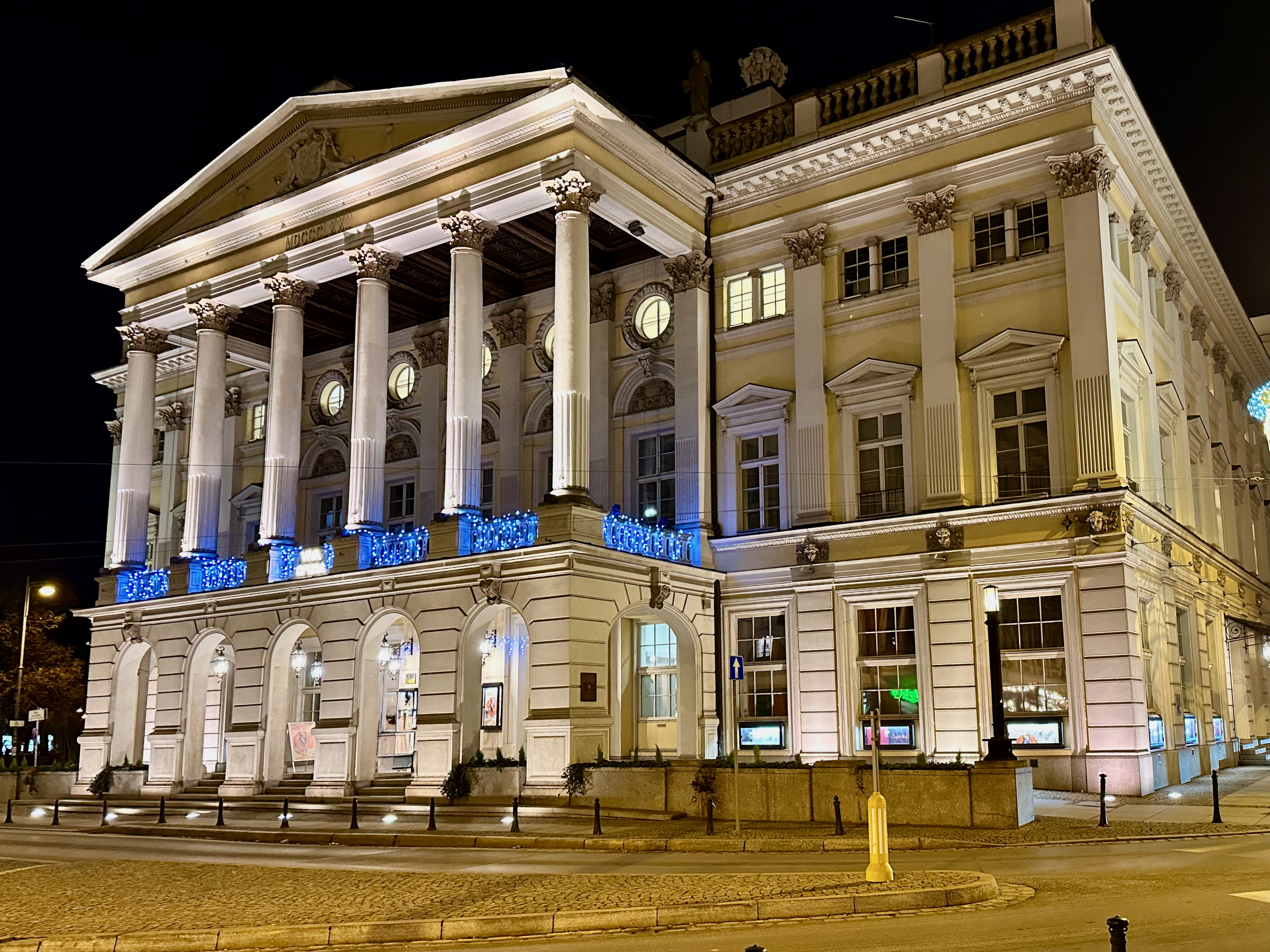
Òpera de Breslau

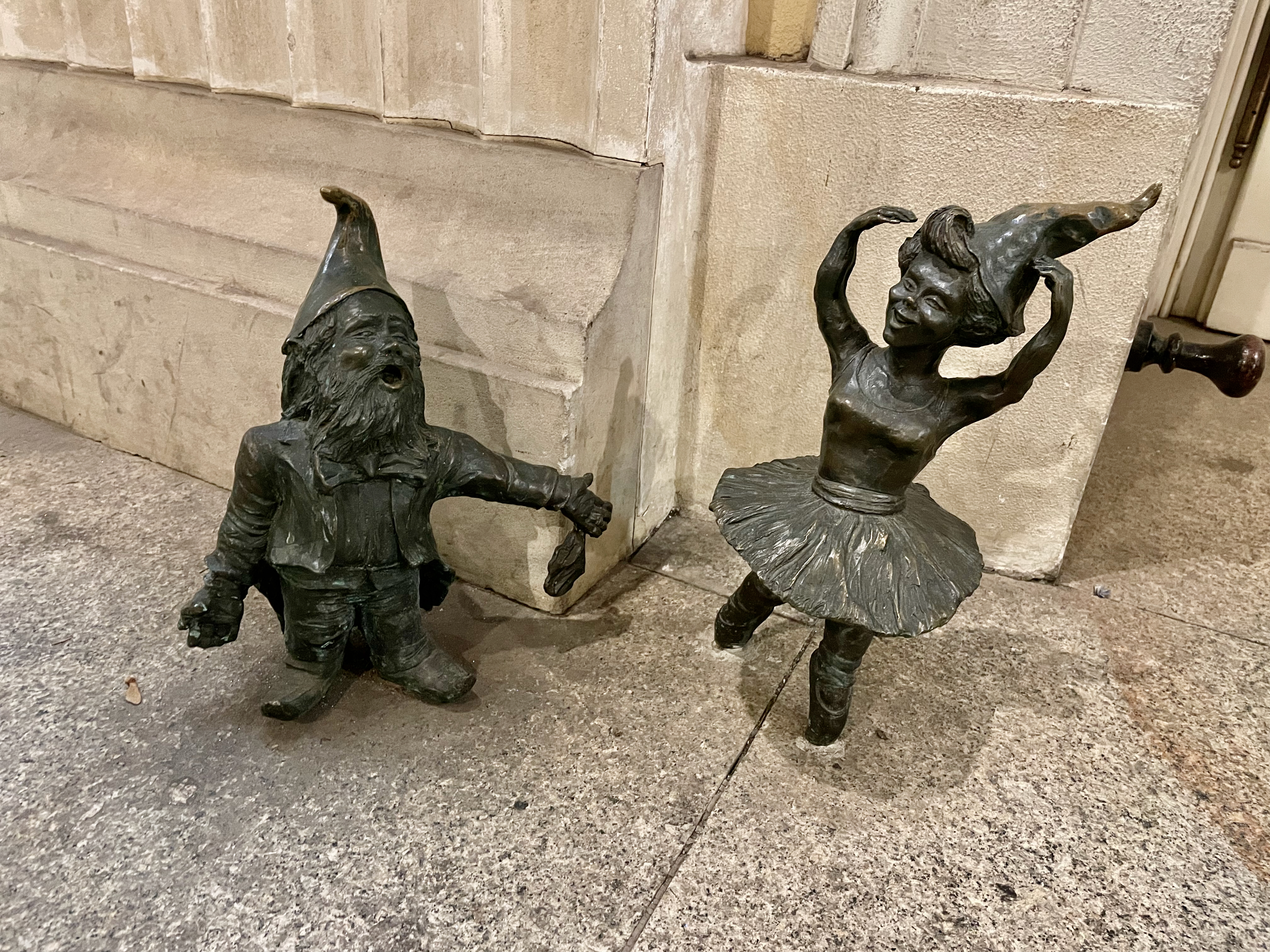
Nans a l'entrada de l'Òpera

Després de la inclusió de Breslau a Polònia el 1945, l'Òpera de la Baixa Silèsia va fer la seva actuació inaugural a la Wrocław polonesa el 8 de setembre de 1945, amb Halka de Stanisław Moniuszko dirigida per Stanislaw Drabik. Del 1945 al 1950 l'edifici va acollir no només l'Òpera, sinó també espectacles de teatre, teatre de titelles i opereta. El 1997, la directora Ewa Michnik va emprendre la idea d'utilitzar altres llocs durant la rehabilitació completa de l'edifici (1997-2006). Va crear una sèrie de megaproduccions que van tenir lloc per la ciutat, com ara el Centennial Hall, el pati del Museu Nacional i les ribes del riu Òder. Aquesta tradició es va convertir en una marca registrada de l'òpera de Wrocław i continua fins als nostres dies. Les superproduccions són famoses per un entorn interessant, decoracions atractives i actors convidats. L'Òpera també va organitzar festivals de Wagner basant-se en la tradició de la implicació de Wagner amb l'Òpera de Wrocław. El repertori actual de l'Òpera inclou Kot w butach (El gat amb botes) de Bogdan Pawłowski i Matka czarnoskrzydłych snów de Hanna Kulenty.
El 2014, l'òpera va rebre 105.451 visitants.
El 2017, l'òpera Immanuel Kant de Leszek Możdżer basada en les obres de Thomas Bernhard es va estrenar a l'Òpera de Wroclaw.

## Administració actual
El juliol de 2023, Tomasz Janczak va ser nomenat director de l'Òpera de Wrocław, i Michał Znaniecki va ser nomenat director artístic. La parella havia estat ocupant aquests càrrecs de manera interina des del març de 2023, després de la renúncia de Halina Ołdakowska i Mariusz Kwiecień. Adam Banaszak és el director musical de l'òpera.

## Estrenes
- Ludomir Różycki Eros und Psyche, 1914
- Leszek Możdżer Immanuel Kant, 2017